# Procedura budżetowa w Polsce

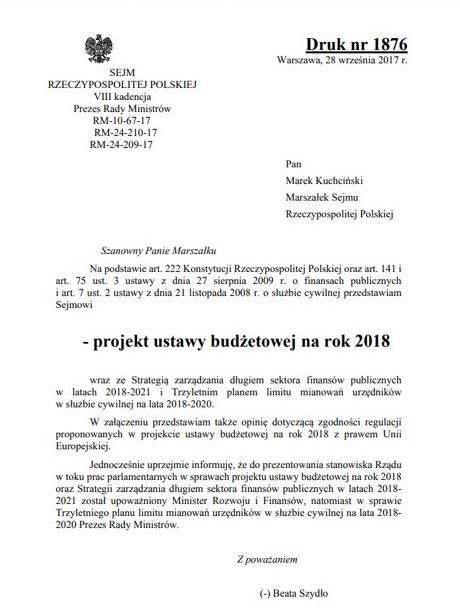
Strona tytułowa projektu ustawy budżetowej na 2018 (druk sejmowy nr 1876)

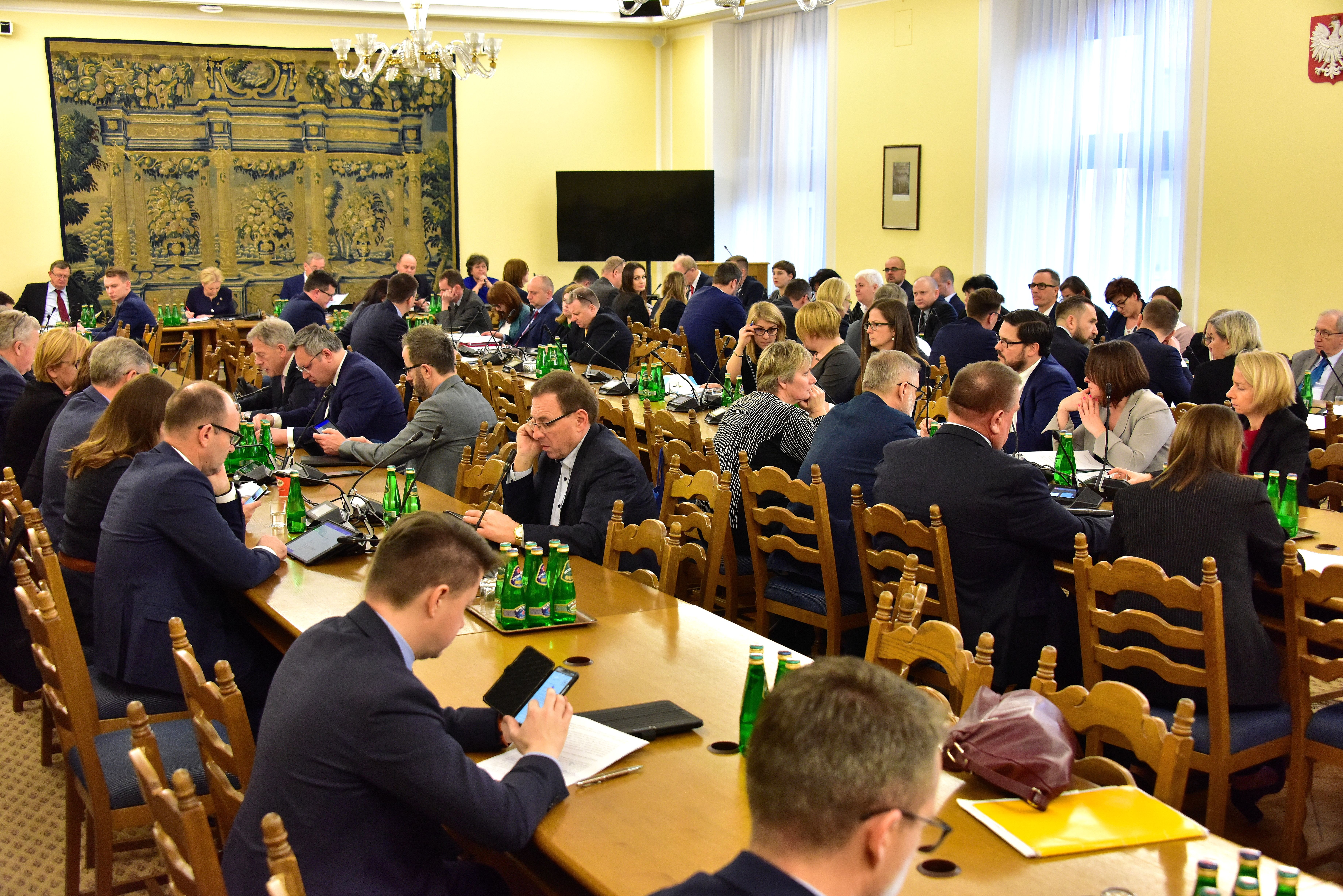
Posiedzenie sejmowej Komisji Finansów Publicznych, odgrywającej kluczową rolę podczas prac nad projektem ustawy budżetowej, dotyczące rozpatrzenia opinii sejmowych komisji branżowych o rządowym projekcie ustawy budżetowej na rok 2020

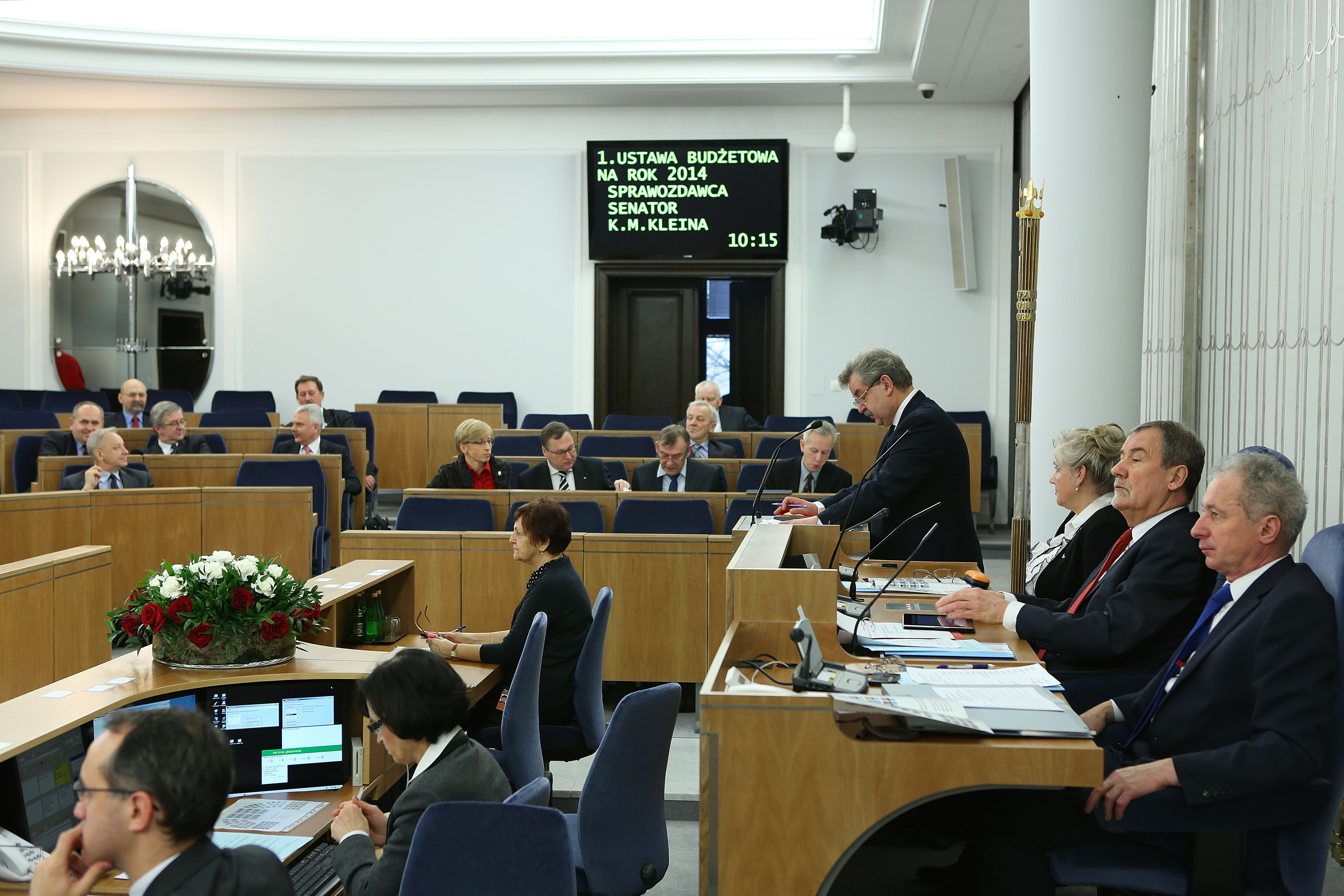
Przewodniczący senackiej Komisji Budżetu i Finansów Publicznych Kazimierz Kleina przedstawiający sprawozdanie komisji dotyczące ustawy budżetowej na 2014 podczas 47. posiedzeniu Senatu

Procedura budżetowa w Polsce – proces prawnie określonych zasad postępowania z budżetem obowiązujący w Polsce. Pierwszym elementem procedury jest przygotowanie projektu budżetu na następny rok. W przypadku niedotrzymania terminu rząd zmuszony jest do uchwalenia prowizorium budżetowego. Gdy ustawa budżetowa nie zostanie przedstawiona prezydentowi w okresie czterech miesięcy od przedłożenia Sejmowi projektu, prezydent może skrócić jego kadencję.
Następnymi etapami procedury budżetowej są: uchwalenie, a później wykonywanie budżetu, a na końcu sprawozdawczość i kontrola wykonania budżetu.

## Procedura
Z uwagi na wyjątkowy charakter ustawy budżetowej jej uchwalenie następuje w wyniku szczegółowej, sformalizowanej procedury.
Budżet państwa to plan finansowy państwa w formie zestawienia prognoz na następny rok budżetowy o dochodach i wydatkach rządowych. Sporządzony przez rząd projekt budżetu i zatwierdzony (po wprowadzeniu ewentualnych poprawek) przez parlament, najczęściej w formie ustawy budżetowej. Uchwalenie i rozpatrywania przez Sejm projektów ustaw odbywa się według ściśle określonych procedur budżetowych, które obejmują kolejne następujące po sobie fazy postępowania nazywane tradycyjnie „czytaniami”.
Regulamin Sejmu RP uchwalony uchwałą z dnia 30 lipca 1992 roku (z późniejszymi zmianami), przewiduje rozpatrywanie projektów ustaw w trzech czytaniach. Szczególny charakter ustawy budżetowej przejawia się w tym, że zawarte w niej normy mają charakter konkretny i indywidualny, a ich obowiązywanie jest ograniczone do czasu określonego rokiem budżetowym. Szczególny tryb postępowania związany jest również z faktem, konstytucyjnego ograniczenia do 4 miesięcy (zgodnie z art. 225 Konstytucji) od dnia przedłożenia Sejmowi projektu ustawy budżetowej, czasu trwania postępowania ustawodawczego. W tym czasie ustawa ma być przedłożona Prezydentowi RP do podpisu. W przeciwnym przypadku prezydent może zarządzić skrócenie kadencji Sejmu.
Polski system prawny przewiduje uczestnictwo obu izb parlamentu w uchwalaniu ustawy budżetowej. W tym wypadku szczególny tryb postępowania ustawodawczego wyraża się w ograniczeniu uprawnień Senatu w stosunku do zasad ogólnych trybu ustawodawczego. Tak więc Senat nie ma prawa odrzucenia ustawy budżetowej uchwalonej przez Sejm. Projekt ustawy budżetowej zwyczajowo przedstawia na posiedzeniu plenarnym Sejmu Premier albo minister finansów. Jest to obszerne wystąpienie, tzw. exposé budżetowe. W ten sposób prezentuje główne założenia, zadania państwa oraz koncepcje polityki finansowej na rok budżetowy.
Pierwsze czytanie odbywa się na posiedzeniu plenarnym Sejmu. W tym też czasie mogą być zgłaszane pytania posłów dotyczące projektu. Ten moment odróżnia tryb uchwalania ustawy budżetowej od innych ustaw, których pierwsze czytanie jest na posiedzeniu komisji sejmowych. Pierwsze czytanie na posiedzeniu plenarnym Sejmu kończy się skierowaniem projektu ustawy do komisji sejmowych. Projekt tej ustawy przekazywany jest do Komisji Finansów Publicznych, która analizuje całość projektu oraz koordynuje dalsze prace nad nim.
Drugie czytanie w skład jego wchodzą następujące elementy:
- przedstawienie Sejmowi sprawozdania komisji,
- przeprowadzenie debaty,
- zgłaszanie poprawek i wniosków.

Komisja Finansów Publicznych po rozpatrzeniu przy udziale przedstawicieli poszczególnych komisji sejmowych stanowisk przekazanych przez komisję przedstawia następnie na posiedzeniu Sejmu sprawozdanie wraz z wnioskami o ich przyjęcie bez poprawek lub z poprawkami, a także informuje Sejm o nie uwzględnionych wnioskach poszczególnych komisji sejmowych. W dalszej części odbywa się debata, w trakcie której mogą być zgłaszane propozycje poprawek i wniosków.
Trzecie czytanie obejmuje następujące elementy:
- przedstawienie przez posła sprawozdawcę poprawek lub wniosków przedstawionych podczas drugiego czytania,
- głosowanie (uchwalenie przez Sejm zwykłą większością głosów w obecności co najmniej połowy ustawowej liczby posłów).

Marszałek Sejmu po głosowaniu przesyła niezwłocznie Marszałkowi Senatu i Prezydentowi potwierdzony swoim podpisem tekst uchwalonej przez Sejm ustawy. Marszałek Senatu kieruje ustawę do oceny komisjom senackim. Komisje senackie w trakcie prac nad częściami poszczególnymi ustawy mogą kierować zapytania do reprezentantów poszczególnych resortów z wnioskami o udzielenie wyjaśnień. Komisje senackie przekazują następnie swoje opinie dotyczące poszczególnych części Komisji Budżetu i Finansów Publicznych, która koordynuje całość prac nad ustawą w Senacie. Komisja Budżetu i Finansów Publicznych przygotowuje projekt uchwały Senatu, w której proponuje przyjęcie ustawy bez poprawek lub wniesienie poprawek. Senatorowie mogą zgłaszać poprawki do projektu ale z jednym zastrzeżeniem (wynikającym z przepisu art. 220 ust. 1), że zwiększenie wydatków nie może powodować zwiększenia deficytu budżetowego w stopniu większym niż przewiduje to projekt ustawy. Uchwałę w sprawie ustawy budżetowej Senat podejmuje w ciągu 20 dni od jej otrzymania. Propozycje, które zgłosi Senat sejmowi w uchwale a polegające na dokonaniu bezpośrednich zmian Marszałek Sejmu kieruje do Komisji Finansów Publicznych, która przedstawia sejmowi swoje sprawozdanie. Uchwałę Senatu proponującą poprawkę uznaje się za przyjętą, jeżeli Sejm nie odrzuci jej bezwzględna większością głosów (tzn. za jest więcej niż przeciw i wstrzymujących się przy połowie ustawowej liczby posłów). Tekst ustawy ustalony w wyniku rozpatrzenia propozycji Senatu potwierdzony podpisem Marszałka Sejmu zostaje przez niego niezwłocznie przesłany Prezydentowi.
Prezydent, składając podpis, działa w oparciu o przepis Konstytucji (art. 224 ust. 1), wobec czego nie może odmówić podpisu ustawy budżetowej, jak również nie może zatem skierować ustawy do Sejmu celem ponownego rozpatrzenia. Prezydent może jednak przed podpisaniem ustawy zwrócić się do Trybunału Konstytucyjnego z wnioskiem o zbadanie zgodności ustawy budżetowej (lub o prowizorium budżetowym) z Konstytucją. Prezydent podpisuje ustawę w ciągu 7 dni i zarządza jej ogłoszenie w Dzienniku Ustaw Rzeczypospolitej Polskiej. W przypadku gdyby Prezydent skierował ustawę budżetową do Trybunału Konstytucyjnego, to Trybunał musi orzec w tej sprawie w okresie do dwóch miesięcy od chwili złożenia takiego wniosku.

## Struktura
Ustawa budżetowa składa się z dwóch elementów:
- tekstu ujętego w artykuły i wyznaczające prawne ramy budżetu (zawarte jest tam ogólne określenie wysokości dochodów i wydatków, a także określenie deficytu budżetowego oraz szereg przepisów wskazujących sposób wykonania budżetu w danym roku,
- oraz załącznika ujętego w formie licznych tabel i zawierającego specyfikę dochodów i wydatków poszczególnych organów państwowych na konkretne cele.

Zakres tej ustawy i treści określa ustawa o finansach publicznych. Zgodnie z jej art. 109 ustawa budżetowa winna zawierać i ustalać następujące elementy:
- dochody budżetu państwa,
- wydatki budżetu państwa,
- deficyt budżetu państwa oraz źródła jego pokrycia,
- limity zatrudnienia osób objętych mnożnikowymi systemami wynagrodzeń w państwowych jednostkach budżetowych,
- przychody i rozchody budżetu państwa,
- zestawienie przychodów i wydatków państwowych zakładów budżetowych, gospodarstw pomocniczych i środków specjalnych,
- plany finansowe państwowych funduszy celowych,
- wykaz programów wieloletnich,
- wykaz inwestycji wieloletnich,
- dotacje celowe dla jednostek samorządu terytorialnego na realizacje zadań z zakresu administracji rządowej i zadań zleconych ustawami,
- zakres i kwoty dotacji przedmiotowych,
- wykaz jednostek otrzymujących dotacje podmiotowe i kwoty dotacji,
- dotacje celowe na wykonanie zadań objętych programem wsparcia o którym mowa w art. 80 ust. 2a, tj. wynikających z ustawy o wspieraniu rozwoju regionalnego z dnia 12 maja 2000 roku, oraz pozostałe wynikające z przepisów określonych w ust. 2–11 cytowanego art. 86.

Ustawa budżetowa winna być sporządzona w sposób przejrzysty i zrozumiały, nie powinna być ani zbyt ogólna ani zbyt szczegółowa – gdyż musi ona w sposób aktywny ukształtować plan realizacji zadań państwa wynikających z ustawy. Duże znaczenie ma również jawność publicznej działalności finansowej – społeczeństwo powinno być dokładnie poinformowane o źródłach dochodów budżetowych oraz o ponoszonych wydatkach. W państwie demokratycznym obywatele mają prawo kontrolować i krytykować działalność rządu.

## Klasyfikacja części budżetowych w ustawie budżetowej
Klasyfikację części budżetowych w ustawie budżetowej określa rozporządzenie Ministra Finansów z dnia 4 grudnia 2009 r. w sprawie klasyfikacji części budżetowych oraz określania ich dysponentów

- 01. Kancelaria Prezydenta RP
- 02. Kancelaria Sejmu
- 03. Kancelaria Senatu
- 04. Sąd Najwyższy
- 05. Naczelny Sąd Administracyjny
- 06. Trybunał Konstytucyjny
- 07. Najwyższa Izba Kontroli
- 08. Rzecznik Praw Obywatelskich
- 09. Krajowa Rada Radiofonii i Telewizji
- 10. Prezes Urzędu Ochrony Danych Osobowych
- 11. Krajowe Biuro Wyborcze
- 12. Państwowa Inspekcja Pracy
- 13. Instytut Pamięci Narodowej – Komisja Ścigania Zbrodni przeciwko Narodowi Polskiemu
- 14. Rzecznik Praw Dziecka
- 15. Sądy powszechne
- 16. Kancelaria Prezesa Rady Ministrów
- 17. Administracja publiczna
- 18. Budownictwo, planowanie i zagospodarowanie przestrzenne oraz mieszkalnictwo
- 19. Budżet, finanse publiczne i instytucje finansowe
- 20. Gospodarka
- 21. Gospodarka morska
- 22. Gospodarka wodna
- 23. Członkostwo Rzeczypospolitej Polskiej w Unii Europejskiej
- 24. Kultura i ochrona dziedzictwa narodowego
- 25. Kultura fizyczna
- 26. Łączność
- 27. Informatyzacja
- 28. Szkolnictwo wyższe i nauka
- 29. Obrona narodowa
- 30 Oświata i wychowanie
- 31. Praca
- 32. Rolnictwo
- 33. Rozwój wsi
- 34. Rozwój regionalny
- 35. Rynki rolne
- 36. uchylona
- 37. Sprawiedliwość
- 38. uchylona
- 39. Transport
- 40. Turystyka
- 41. Środowisko
- 42. Sprawy wewnętrzne
- 43. Wyznania religijne oraz mniejszości narodowe i etniczne
- 44. Zabezpieczenie społeczne
- 45. Sprawy zagraniczne
- 46. Zdrowie
- 47. Energia
- 48. Gospodarka złożami kopalin
- 49. Urząd Zamówień Publicznych
- 50. Urząd Regulacji Energetyki
- 51. Klimat
- 52. Krajowa Rada Sądownictwa
- 53. Urząd Ochrony Konkurencji i Konsumentów
- 54. Urząd do Spraw Kombatantów i Osób Represjonowanych
- 55. Aktywa państwowe
- 56. Centralne Biuro Antykorupcyjne
- 57. Agencja Bezpieczeństwa Wewnętrznego
- 58. Główny Urząd Statystyczny
- 59. Agencja Wywiadu
- 60. Wyższy Urząd Górniczy
- 61. Urząd Patentowy Rzeczypospolitej Polskiej
- 62. Rybołówstwo
- 63. Rodzina
- 64. Główny Urząd Miar
- 65. Polski Komitet Normalizacyjny
- 66. Rzecznik Praw Pacjenta
- 67. Polska Akademia Nauk
- 68. Państwowa Agencja Atomistyki
- 69. Żegluga śródlądowa
- 70. uchylona
- 71. Urząd Transportu Kolejowego
- 72. Kasa Rolniczego Ubezpieczenia Społecznego
- 73. Zakład Ubezpieczeń Społecznych
- 74. Prokuratoria Generalna Rzeczypospolitej Polskiej
- 75. Rządowe Centrum Legislacji
- 76. Urząd Komunikacji Elektronicznej
- 77. Podatki i inne wpłaty na rzecz budżetu państwa
- 78. uchylona
- 79. Obsługa długu Skarbu Państwa
- 80. Regionalne izby obrachunkowe
- 81. Rezerwa ogólna
- 82. Subwencje ogólne dla jednostek samorządu terytorialnego
- 83. Rezerwy celowe
- 84. Środki własne Unii Europejskiej
- 85/00. Województwa
  - 85/02. Województwo dolnośląskie
  - 85/04. Województwo kujawsko-pomorskie
  - 85/06. Województwo lubelskie
  - 85/08. Województwo lubuskie
  - 85/10. Województwo łódzkie
  - 85/12. Województwo małopolskie
  - 85/14. Województwo mazowieckie
  - 85/16. Województwo opolskie
  - 85/18. Województwo podkarpackie
  - 85/20. Województwo podlaskie
  - 85/22. Województwo pomorskie
  - 85/24. Województwo śląskie
  - 85/26. Województwo świętokrzyskie
  - 85/28. Województwo warmińsko-mazurskie
  - 85/30. Województwo wielkopolskie
  - 85/32. Województwo zachodniopomorskie
- 86/00. Samorządowe Kolegia Odwoławcze
- 87. Dochody budżetu środków europejskich
- 88. Powszechne jednostki organizacyjne prokuratury
- 89. Państwowa Komisja do spraw wyjaśniania przypadków czynności skierowanych przeciwko wolności seksualnej i obyczajności wobec małoletniego poniżej lat 15
- 90. brak
- 91. brak
- 92. brak
- 93. brak
- 94. brak
- 95. brak
- 96. brak
- 97. Przychody i rozchody związane z prefinansowaniem zadań realizowanych z udziałem środków pochodzących z budżetu Unii Europejskiej
- 98. Przychody i rozchody związane z finansowaniem potrzeb pożyczkowych budżetu państwa

## Nadzór nad wykonaniem ustawy budżetowej oraz sprawozdanie

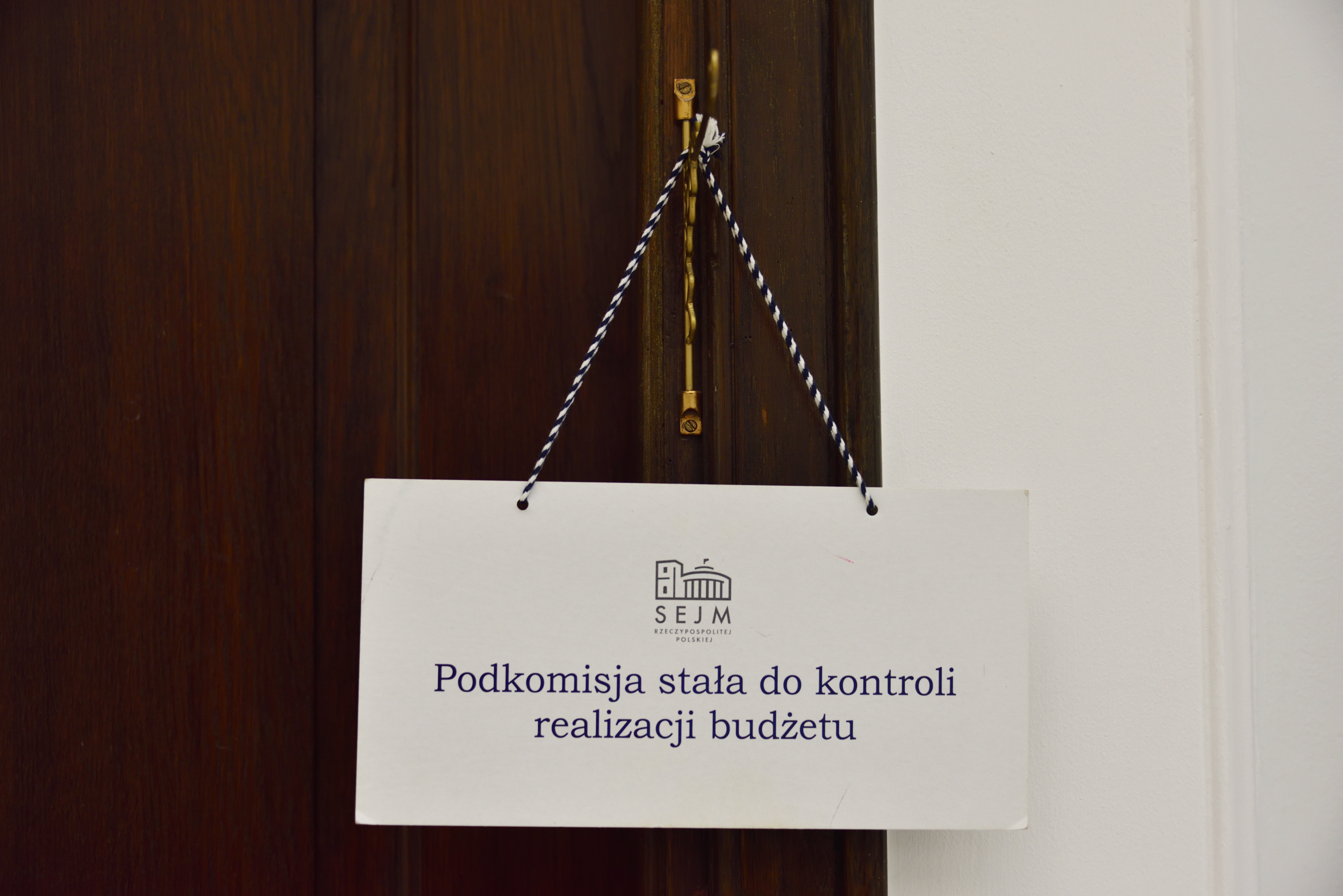
Realizacja budżetu jest kontrolowana przez podkomisję stałą Komisji Finansów Publicznych

Ogólny nadzór nad wykonaniem budżetu Państwa sprawuje Rada Ministrów. Szczególne zadania kontroli budżetu ma Ministerstwo Finansów należą do nich np.:
- sprawowanie ogólnej kontroli nad realizacją dochodów i wydatków budżetu, oraz utrzymywanie równowagi budżetowej, przy czym pomagają mu izby administracji skarbowej i urzędy skarbowe,
- zaciąganie kredytów bankowych,
- emitowanie obligacji i bonów skarbowych,
- przenoszenie planowych wydatków między rozdziałami i paragrafami, przy czym przenoszenie środków nie może przekraczać 5 procent wydatków i nie może dotyczyć zwiększenia wydatków na pensje,
- dysponowanie rezerwą budżetową,
- opiniowanie aktów prawnych dotyczących dochodów budżetowych,
- określenie zasad i terminów sporządzania sprawozdań,
- określania zasad rachunkowości.

Ogólną kontrolę nad wykonaniem budżetu państwa sprawuje Sejm za pośrednictwem Najwyższej Izby Kontroli oraz Rady Ministrów a głównie Ministerstwo Finansów, który do prac kontrolnych wykorzystuje aparat finansowy oraz informacje zawarte w sprawozdaniach GUS-u sporządzonych przez poszczególnych dysponentów środowisk budżetowych.
Minister Finansów dokonując kontroli wykonania budżetu sprawdza, czy została zachowana zasada terminowości, tzn. terminowa realizacja dochodu określonych w budżecie i planach finansowych poszczególnych działach gospodarki budżetowej. Zasada dyscypliny finansowej dokonywania wydatków budżetu oraz zasada zachowania równowagi budżetowej, która zakłada, że wydatki mają pokrycie w dochodach budżetu. Złamanie tej zasady może spowodować wzrost deficytu budżetowego, przez co Ministerstwo Finansów będzie musiało zaciągnąć kredyt lub pożyczkę za nieprzestrzeganie dyscypliny budżetowej.
Sprawozdanie z wykonania budżetu państwa Ministerstwo Finansów składa do 10 września roku budżetowego do Komisji Finansów Publicznych. Sprawozdanie to obejmuje I półrocze roku budżetowego. Sprawozdanie roczne składane jest w Sejmie przez Ministerstwo Finansów do 30 maja roku następnego po roku budżetowym.
Zgodnie z art. 204 ust. 1 Konstytucji Najwyższa Izba Kontroli przedkłada co roku Sejmowi analizę wykonania budżetu państwa i założeń polityki pieniężnej. Analiza jest publikowana w postaci druku sejmowego.
Realizacja budżetu państwa jest również kontrolowana przez podkomisję stałą do spraw kontroli realizacji budżetu w sejmowej Komisji Finansów Publicznych.

## Kontrowersje
- W grudniu 2012 Klub Poselski Ruch Palikota zgłosił rekordową w historii parlamentarnych prac nad budżetem liczbę poprawek do projektu ustawy budżetowej – 5901. 5899 z nich dotyczyło zmniejszenia wydatków w części 43 – Wyznania religijne oraz mniejszości narodowe i etniczne w jej rozdziale 75822 – Fundusz Kościelny, z przeznaczeniem na utworzenie nowej rezerwy celowej pod nazwą „Finansowanie zabiegów in vitro"[4][5].
- 16 grudnia 2016, podczas 33. posiedzenia Sejmu VIII kadencji, Marszałek Sejmu Marek Kuchciński wykluczył z obrad posła PO Michała Szczerbę, co wywołało protest części posłów opozycji i zablokowanie przez nich Sali Posiedzeń Sejmu. Przeniósł wtedy obrady do Sali Kolumnowej, do której nie zostali wpuszczeni przedstawiciele mediów, posłom opozycji uniemożliwiono zgłaszanie wniosków formalnych, poprawki do ustawy budżetowej na 2017 rok przegłosowano blokami, a część posłów Prawa i Sprawiedliwości podpisała listy obecności na posiedzeniu już po jego zamknięciu[6][7]. Rozpoczęło to kryzys sejmowy.

## Ustawy

### Ustawy regulujące zasady i tryb sporządzania budżetu państwa
Zgodnie z art. 219 ust. 2 Konstytucji uchwalanie budżetu odbywa się na podstawie odpowiedniej ustawy. Podobna praktyka była jednak stosowana również przed wejściem w życie obecnej Konstytucji. Akty prawne regulujące uchwalanie budżetu przedstawia poniższa lista.
| Rok uchwalenia | Nazwa aktu prawnego | Link do treści aktu w ISAP        | Status aktu  |
| -------------- | --- | --------------------------------- | ------------ |
| 2009           | Ustawa z dnia 27 sierpnia 2009 r. o finansach publicznych. | Dz.U. z 2022 r. poz. 1634         | obowiązujący |
| 2005           | Ustawa z dnia 30 czerwca 2005 r. o finansach publicznych. | Dz.U. z 2005 r. nr 249, poz. 2104 | uchylony     |
| 1998           | Ustawa z dnia 26 listopada 1998 r. o finansach publicznych. | Dz.U. z 1998 r. nr 155, poz. 1014 | uchylony     |
| 1991           | Ustawa z dnia 5 stycznia 1991 r. Prawo budżetowe. | Dz.U. z 1991 r. nr 004, poz. 0018 | uchylony     |
| 1984           | Ustawa z dnia 3 grudnia 1984 r. Prawo budżetowe. | Dz.U. z 1984 r. nr 056, poz. 0283 | uchylony     |
| 1970           | Ustawa z dnia 25 listopada 1970 r. Prawo budżetowe. | Dz.U. z 1970 r. nr 029, poz. 0244 | uchylony     |
| 1958           | Ustawa z dnia 1 lipca 1958 r. o prawie budżetowym. | Dz.U. z 1958 r. nr 045, poz. 221  | uchylony     |
| 1952           | Dekret z dnia 17 grudnia 1952 r. o uchwaleniu i wykonywaniu budżetu państwa. | Dz.U. z 1952 r. nr 050, poz. 0334 | uchylony     |
| 1950           | Zarządzenie Ministra Finansów z dnia 9 grudnia 1950 r. w sprawie likwidacji dotychczasowego systemu wykonywania budżetu państwowego i budżetów b. związków samorządu terytorialnego oraz wprowadzenia nowych zasad wykonywania budżetu Państwa. | M.P. z 1950 r. nr 131, poz. 1635  | uchylony     |

### Ustawy budżetowe w Polsce od roku 1946
- Ustawa budżetowa na rok 2025 z dnia 9 stycznia 2025 r. (Dz.U. z 2025 r. poz. 63)
- Ustawa z dnia 8 listopada 2024 r. o zmianie ustawy budżetowej na rok 2024 (Dz.U. z 2024 r. poz. 1754)
- Ustawa budżetowa na rok 2024 z dnia 18 stycznia 2024 r. (Dz.U. z 2024 r. poz. 122)
- Ustawa z dnia 7 lipca 2023 r. o zmianie ustawy budżetowej na rok 2023 (Dz.U. z 2023 r. poz. 1574)
- Ustawa budżetowa na rok 2023 z dnia 15 grudnia 2022 r. (Dz.U. z 2023 r. poz. 256)
- Ustawa budżetowa na rok 2022 z dnia 17 grudnia 2021 r. (Dz.U. z 2022 r. poz. 270)
- Ustawa z dnia 1 października 2021 r. o zmianie ustawy budżetowej na rok 2021 (Dz.U. z 2021 r. poz. 1900)
- Ustawa budżetowa na rok 2021 z dnia 20 stycznia 2021 r. (Dz.U. z 2021 r. poz. 190)
- Ustawa z dnia 28 października 2020 r. o zmianie ustawy budżetowej na rok 2020 (Dz.U. z 2020 r. poz. 1919)
- Ustawa budżetowa na rok 2020 z dnia 14 lutego 2020 r. (Dz.U. z 2020 r. poz. 571)
- Ustawa budżetowa na rok 2019 z dnia 16 stycznia 2019 r. (Dz.U. z 2019 r. poz. 198)
- Ustawa budżetowa na rok 2018 z dnia 11 stycznia 2018 r. (Dz.U. z 2018 r. poz. 291)
- Ustawa z dnia 9 listopada 2017 r. o zmianie ustawy budżetowej na rok 2017 (Dz.U. z 2017 r. poz. 2162)
- Ustawa budżetowa na rok 2017 z dnia 16 grudnia 2016 r. (Dz.U. z 2017 r. poz. 108)
- Ustawa z dnia 20 października 2016 r. o zmianie ustawy budżetowej na rok 2016 (Dz.U. z 2016 r. poz. 1759)
- Ustawa budżetowa na rok 2016 z dnia 25 lutego 2016 r. (Dz.U. z 2016 r. poz. 278)
- Ustawa z dnia 16 grudnia 2015 r. o zmianie ustawy budżetowej na rok 2015 (Dz.U. z 2015 r. poz. 2195)
- Ustawa budżetowa na rok 2015 z dnia 15 stycznia 2015 r. (Dz.U. z 2015 r. poz. 153)
- Ustawa budżetowa na rok 2014 z dnia 24 stycznia 2014 r. (Dz.U. z 2014 r. poz. 162)
- Ustawa z dnia 27 września 2013 r. o zmianie ustawy budżetowej na rok 2013 (Dz.U. z 2013 r. poz. 1212)
- Ustawa budżetowa na rok 2013 z dnia 25 stycznia 2013 r. (Dz.U. z 2013 r. poz. 169)
- Ustawa budżetowa na rok 2012 z dnia 2 marca 2012 r. (Dz.U. z 2012 r. poz. 273)
- Ustawa budżetowa na rok 2011 z dnia 20 stycznia 2011 r. (Dz.U. z 2011 r. nr 29, poz. 150)
- Ustawa budżetowa na rok 2010 z dnia 22 stycznia 2010 r. (Dz.U. z 2010 r. nr 19, poz. 102)
- Ustawa budżetowa na rok 2009 z dnia 9 stycznia 2009 r. (Dz.U. z 2009 r. nr 10, poz. 58)
- Ustawa budżetowa na rok 2008 z dnia 23 stycznia 2008 r. (Dz.U. z 2008 r. nr 19, poz. 117)
- Ustawa budżetowa na rok 2007 z dnia 25 stycznia 2007 r. (Dz.U. z 2007 r. nr 15, poz. 90)
- Ustawa budżetowa na rok 2006 z dnia 17 lutego 2006 r. (Dz.U. z 2006 r. nr 35, poz. 244)
- Ustawa budżetowa na rok 2005 z dnia 22 grudnia 2004 r. (Dz.U. z 2004 r. nr 278, poz. 2755)
- Ustawa budżetowa na rok 2004 z dnia 23 stycznia 2004 r. (Dz.U. z 2004 r. nr 17, poz. 167)
- Ustawa budżetowa na rok 2003 z dnia 18 grudnia 2002 r. (Dz.U. z 2002 r. nr 235, poz. 1981)
- Ustawa budżetowa na rok 2002 z dnia 14 marca 2002 r. (Dz.U. z 2002 r. nr 30, poz. 275)
- Ustawa budżetowa na rok 2001 z dnia 1 marca 2001 r. (Dz.U. z 2001 r. nr 21, poz. 246)
- Ustawa budżetowa na rok 2000 z dnia 21 stycznia 2000 r. (Dz.U. z 2000 r. nr 7, poz. 85)
- Ustawa budżetowa na rok 1999 z dnia 17 lutego 1999 r. (Dz.U. z 1999 r. nr 17, poz. 154)
- Ustawa budżetowa na rok 1998 z dnia 19 lutego 1998 r. (Dz.U. z 1998 r. nr 28, poz. 156)
- Ustawa budżetowa na rok 1997 z dnia 21 lutego 1997 r. (Dz.U. z 1997 r. nr 19, poz. 106)
- Ustawa budżetowa na rok 1996 z dnia 1 lutego 1996 r. (Dz.U. z 1996 r. nr 19, poz. 87)
- Ustawa budżetowa na rok 1995 z dnia 30 grudnia 1994 r. (Dz.U. z 1995 r. nr 27, poz. 141)
- Ustawa budżetowa na rok 1994 z dnia 25 marca 1994 r. (Dz.U. z 1994 r. nr 52, poz. 209)
- Ustawa budżetowa na rok 1993 z dnia 12 lutego 1993 r. (Dz.U. z 1993 r. nr 14, poz. 64)
- Ustawa budżetowa na rok 1992 z dnia 5 czerwca 1992 r. (Dz.U. z 1992 r. nr 50, poz. 229)
- Ustawa budżetowa na rok 1991 z dnia 23 lutego 1991 r. (Dz.U. z 1991 r. nr 21, poz. 89)
- Ustawa budżetowa na rok 1990 z dnia 23 lutego 1990 r. (Dz.U. z 1990 r. nr 13, poz. 82)
- Ustawa budżetowa na rok 1989 z dnia 15 lutego 1989 r. (Dz.U. z 1989 r. nr 7, poz. 45)
- Ustawa budżetowa na rok 1988 z dnia 21 stycznia 1988 r. (Dz.U. z 1988 r. nr 1, poz. 1)
- Ustawa budżetowa na rok 1987 z dnia 18 grudnia 1986 r. (Dz.U. z 1986 r. nr 46, poz. 225)
- Ustawa budżetowa na rok 1986 z dnia 23 grudnia 1985 r. (Dz.U. z 1985 r. nr 58, poz. 295)
- Ustawa budżetowa na rok 1985 z dnia 28 grudnia 1984 r. (Dz.U. z 1984 r. nr 59, poz. 303)
- Ustawa budżetowa na rok 1984 z dnia 29 grudnia 1983 r. (Dz.U. z 1983 r. nr 74, poz. 333)
- Ustawa budżetowa na rok 1983 z dnia 29 grudnia 1982 r. (Dz.U. z 1982 r. nr 44, poz. 288)
- Ustawa budżetowa na rok 1982 z dnia 6 lipca 1982 r. (Dz.U. z 1982 r. nr 20, poz. 148)
- Ustawa budżetowa na rok 1981 z dnia 12 lutego 1981 r. (Dz.U. z 1981 r. nr 4, poz. 19)
- Ustawa budżetowa na rok 1980 z dnia 21 grudnia 1979 r. (Dz.U. z 1979 r. nr 28, poz. 162)
- Ustawa budżetowa na rok 1979 z dnia 21 grudnia 1978 r. (Dz.U. z 1978 r. nr 30, poz. 129)
- Ustawa budżetowa na rok 1978 z dnia 17 grudnia 1977 r. (Dz.U. z 1977 r. nr 37, poz. 161)
- Ustawa budżetowa na rok 1977 z dnia 18 grudnia 1976 r. (Dz.U. z 1976 r. nr 39, poz. 225)
- Ustawa budżetowa na rok 1976 z dnia 19 grudnia 1975 r. (Dz.U. z 1975 r. nr 44, poz. 225)
- Ustawa budżetowa na rok 1975 z dnia 17 grudnia 1974 r. (Dz.U. z 1974 r. nr 48, poz. 293)
- Ustawa budżetowa na rok 1974 z dnia 15 grudnia 1973 r. (Dz.U. z 1973 r. nr 50, poz. 286)
- Ustawa budżetowa na rok 1973 z dnia 16 grudnia 1972 r. (Dz.U. z 1972 r. nr 52, poz. 337)
- Ustawa budżetowa na rok 1972 z dnia 22 grudnia 1971 r. (Dz.U. z 1971 r. nr 36, poz. 312)
- Ustawa budżetowa na rok 1971 z dnia 23 grudnia 1970 r. (Dz.U. z 1970 r. nr 31, poz. 259)
- Ustawa budżetowa na rok 1970 z dnia 22 grudnia 1969 r. (Dz.U. z 1969 r. nr 36, poz. 310)
- Ustawa budżetowa na rok 1969 z dnia 22 grudnia 1968 r. (Dz.U. z 1968 r. nr 47, poz. 338)
- Ustawa budżetowa na rok 1968 z dnia 20 grudnia 1967 r. (Dz.U. z 1967 r. nr 47, poz. 231)
- Ustawa budżetowa na rok 1967 z dnia 20 grudnia 1966 r. (Dz.U. z 1966 r. nr 53, poz. 321)
- Ustawa budżetowa na rok 1966 z dnia 14 grudnia 1965 r. (Dz.U. z 1965 r. nr 53, poz. 331)
- Ustawa budżetowa na rok 1965 z dnia 12 grudnia 1964 r. (Dz.U. z 1964 r. nr 45, poz. 303)
- Ustawa budżetowa na rok 1964 z dnia 22 grudnia 1963 r. (Dz.U. z 1963 r. nr 59, poz. 323)
- Ustawa budżetowa na rok 1963 z dnia 22 grudnia 1962 r. (Dz.U. z 1962 r. nr 67, poz. 330)
- Ustawa budżetowa na rok 1962 z dnia 22 grudnia 1961 r. (Dz.U. z 1961 r. nr 60, poz. 334)
- Ustawa budżetowa na rok 1961 z dnia 22 grudnia 1960 r. (Dz.U. z 1960 r. nr 59, poz. 327)
- Ustawa budżetowa na rok 1960 z dnia 21 grudnia 1959 r. (Dz.U. z 1959 r. nr 72, poz. 454)
- Ustawa budżetowa na rok 1959 z dnia 12 lutego 1959 r. (Dz.U. z 1959 r. nr 16, poz. 89)
- Ustawa budżetowa na rok 1958 z dnia 27 marca 1958 r. (Dz.U. z 1958 r. nr 16, poz. 69)
- Ustawa budżetowa na rok 1957 z dnia 28 kwietnia 1957 r. (Dz.U. z 1957 r. nr 25, poz. 115)
- Ustawa budżetowa na rok 1956 z dnia 26 kwietnia 1956 r. (Dz.U. z 1956 r. nr 12, poz. 60)
- Ustawa budżetowa na rok 1955 z dnia 5 kwietnia 1955 r. (Dz.U. z 1955 r. nr 15, poz. 82)
- Ustawa budżetowa na rok 1954 z dnia 24 kwietnia 1954 r. (Dz.U. z 1954 r. nr 19, poz. 72)
- Ustawa budżetowa na rok 1953 z dnia 27 kwietnia 1953 r. (Dz.U. z 1953 r. nr 26, poz. 101)
- Ustawa budżetowa na rok 1952 z dnia 28 marca 1952 r. (Dz.U. z 1952 r. nr 17, poz. 101)
- Ustawa budżetowa na rok 1951 z dnia 23 marca 1951 r. (Dz.U. z 1951 r. nr 18, poz. 145)
- Ustawa skarbowa z dnia 7 marca 1950 r. na rok 1950 (Dz.U. z 1950 r. nr 16, poz. 138)
- Ustawa skarbowa z dnia 30 marca 1949 r. na rok 1949. (Dz.U. z 1949 r. nr 22, poz. 151)
- Ustawa skarbowa z dnia 30 grudnia 1947 r. na okres od 1 stycznia 1948 r. do 31 grudnia 1948 r. (Dz.U. z 1948 r. nr 1, poz. 1)
- Ustawa skarbowa z dnia 1 lipca 1947 r. na okres od 1 stycznia 1947 r. do 31 grudnia 1947 r. (Dz.U. z 1947 r. nr 50, poz. 257)
- Ustawa skarbowa z dnia 20 września 1946 r. na okres od 1 kwietnia 1946 r. do 31 grudnia 1946 r. (Dz.U. z 1946 r. nr 50, poz. 284)